# Master of Ceremonies
Albums de Styles P.
The Green Ghost Project
(2010) The World's Most Hardest MC Project
(2012)
Master of Ceremonies est le quatrième album studio de Styles P., sorti le 4 octobre 2011.
L'album s'est classé 5e au Top R&B/Hip-Hop Albums, 8e au Top Independent Albums et 33e au Billboard 200.

## Liste des titres
| No  | Titre                                                                  | Contient un (des) sample(s) de | Durée |
| --- | ---------------------------------------------------------------------- | --- | ----- |
| 1.  | How I Fly (featuring Avery Storm – Produit par Warren G)               | | 3:10  |
| 2.  | We Don't Play (featuring Lloyd Banks – Produit par Supastylez)         | | 3:36  |
| 3.  | I'm a G (featuring Rell – Produit par Supastylez)                      | Everytime You Go Away de Hall & Oates | 3:17  |
| 4.  | Ryde on da Regular (Produit par AraabMuzik)                            | | 3:17  |
| 5.  | Keep the Faith (featuring Aja – Produit par J. Music House)            | | 5:04  |
| 6.  | Children (featuring Pharoahe Monch – Produit par Pete Rock)            | Heaven and Hell Is on Earth du 20th Century Steel Band | 3:28  |
| 7.  | Street Shit (featuring Sheek Louch – Produit par Black Saun)           | Funky Drummer de James Brown | 3:32  |
| 8.  | Feelings Gone (Produit par Statik Selektah)                            | Tryin' to Get the Feeling Again de Dee Dee Sharp Gamble Kiss Your Ass Goodbye (Extended Remix) de The Game, Sheek Louch, Fabolous et Beanie Sigel featuring Jadakiss Fast Lane (Radio Edit) de Bilal featuring Dr. Dre et Jadakiss Dirty Ryders de The Lox Pain de Sheek Louch featuring Jadakiss | 3:28  |
| 9.  | Harsh (featuring Rick Ross et Busta Rhymes – Produit par Phonix Beats) | | 4:18  |
| 10. | It's OK (featuring Jadakiss – Produit par Phonix Beats)                | | 3:32  |
| 11. | Don't Turn Away (featuring Pharrell – Produit par Reefa)               | | 2:58  |
| 12. | Uhh-Ohh (featuring Sheek Louch – Produit par Ty Fyffe)                 | | 3:53  |